# 岩滑西町
岩滑西町（やなべにしまち）は、愛知県半田市の地名。

## 地理
半田市北西部に位置する。東は岩滑高山町、西は平和町、南は枝山町、北は欠ケ下町・知多郡阿久比町に接する。

### 学区
- 高等学校 - 尾張学区
- 中学校 - 半田市立半田中学校[WEB 5]
- 小学校 - 半田市立岩滑小学校・半田市立雁宿小学校[WEB 5]

### 河川
- 矢勝川[1]
- 東午ケ池[1]
- 西午ケ池[1]

## 歴史

### 人口の変遷
国勢調査による人口および世帯数の推移。
| 2000年（平成12年） | 184世帯 599人 |  |
| 2005年（平成17年） | 185世帯 593人 |  |
| 2010年（平成22年） | 177世帯 563人 |  |
| 2015年（平成27年） | 175世帯 503人 |  |
| 2020年（令和2年）  | 182世帯 477人 |  |

### 沿革
- 1957年（昭和32年） - 半田市半田の一部により、同市岩滑西町が成立[2]。
- 1974年（昭和49年） - 一部が柊町に編入される[2]。

## 交通
- 愛知県道265号碧南半田常滑線[1]

## 施設
- 中部電力半田送電所[1]
- 中部電力半田変電所[1]
- 中部電力半田制御所[1]
- 知多養鶏農協[1]
- 名鉄半田やなめ住宅[1]
- 五反田遺跡[1]
- 新美南吉記念館

- 新美南吉記念館

### WEB
1. ↑  “愛知県半田市の町丁・字一覧”.   人口統計ラボ. 2023年11月25日閲覧。
2. 1 2  総務省統計局 (2022年2月10日). “令和2年国勢調査の調査結果(e-Stat) - 男女別人口，外国人人口及び世帯数－町丁・字等” (CSV). 2023年8月2日閲覧。
3. ↑  “愛知県半田市の郵便番号一覧”.   日本郵便. 2023年11月25日閲覧。
4. ↑  “市外局番の一覧” (PDF).   総務省 (2022年3月1日). 2022年3月22日閲覧。
5. 1 2  “半田市立小中学校　通学区域一覧（町名あいうえお順）” (PDF) (2015年4月1日). 2024年10月2日閲覧。
6. ↑  総務省統計局 (2014年5月30日). “平成12年国勢調査の調査結果(e-Stat) - 男女別人口及び世帯数 －町丁・字等” (CSV). 2021年7月20日閲覧。
7. ↑  総務省統計局 (2014年6月27日). “平成17年国勢調査の調査結果(e-Stat) - 男女別人口及び世帯数 －町丁・字等” (CSV). 2021年7月21日閲覧。
8. ↑  総務省統計局 (2012年1月20日). “平成22年国勢調査の調査結果(e-Stat) - 男女別人口及び世帯数 －町丁・字等” (CSV). 2021年7月21日閲覧。
9. ↑  総務省統計局 (2017年1月27日). “平成27年国勢調査の調査結果(e-Stat) - 男女別人口及び世帯数 －町丁・字等” (CSV). 2021年7月21日閲覧。

### 書籍
1. 1 2 3 4 5 6 7 8 9 10 11 12  「角川日本地名大辞典」編纂委員会 1989, p. 1825.
2. 1 2  「角川日本地名大辞典」編纂委員会 1989, p. 1362.